# Єркіншиліцький сільський округ
Єркіншилі́цький сільський округ (каз. Еркіншілік ауылдық округі, рос. Еркиншиликский сельский округ) — адміністративна одиниця у складі Єрейментауського району Акмолинської області Казахстану. Адміністративний центр — село Єркіншилік.
Населення — 2994 особи (2021; 4060 у 2009, 4417 у 1999, 5305 у 1989).
Станом на 1989 рік існувала Павловська сільська рада (села Віренка, Єнбек, Кусак, Павловка), з 1993 року — Павловський сільський округ, 2010 року округ отримав сучасну назву. 2000 року ліквідовано село Кусак, 2001 року — село Шакшабай. 2019 року — село Віренка.

## Склад
До складу округу входять такі населені пункти:
| Населений пункт  | Колишні назви | Населення, осіб (1989) | Населення, осіб (1999) | Населення, осіб (2009) | Населення, осіб (2021) |
| ---------------- | ------------- | ---------------------- | ---------------------- | ---------------------- | ---------------------- |
| Єнбек, село      | -             | 386                    | 251                    | 250                    | 213                    |
| --Масакпай       | -             | -                      | -                      | -                      | 7                      |
| Єркіншилік, село | Павловка      | 4373                   | 3847                   | 3708                   | 2767                   |
| --Віренка, село  | -             | 423                    | 266                    | 102                    | 7                      |
| Кусак, село      | -             | 123                    | 0                      | -                      | -                      |
| Шакшабай, село   | -             | -                      | 53                     | -                      | -                      |